# NGC 4395
NGC 4395 je spirální galaxie v souhvězdí Honicích psů vzdálená od Země přibližně 15,5 milionů světelných let. Objevil ji William Herschel 2. ledna 1786.
Směrem k Zemi je tato galaxie natočená čelem a jejími zvláštnostmi jsou neuspořádaný tvar,
nízká plošná jasnost a nízká hmotnost ústřední černé díry – její hmotnost je pouze asi 400 000 hmotností Slunce a je součástí rozsáhlé ústřední hvězdokupy s celkovou hmotností kolem 2 milionů hmotností Slunce.
Řadí se mezi Seyfertovy galaxie. Na obloze leží blízko hranice se souhvězdím Vlasů Bereniky a za příznivých podmínek ji jako slabou mlhavou skvrnku může ukázat i menší hvězdářský dalekohled. Tři nejjasnější oblasti HII v této galaxii dostaly v New General Catalogue vlastní označení: NGC 4399, 4400 a 4401.
Tato galaxie patří mezi hlavní členy Skupiny Honicích psů I. Nejjasnějším členem Skupiny Honicích psů I je sice galaxie Messier 94, ale největšími členy jsou NGC 4244 a NGC 4395.